# Astragalus alopecurus
Astragalus alopecurus, sinônimo Astragalus centralpinus, é uma espécie de astrálogo da família Fabaceae.

## Descrição
Astragalus alopecurus pode atingir uma altura de 50–90 centímetros (20–35 pol). O caule peludo tem um diâmetro de cerca de 10 milímetros. As folhas são pecioladas, 20–30 cm (7.9–11.8 in) de comprimento, com a raque coberta por pêlos ascendentes. Folíolos são ovais a elípticos, em 20-25 pares. As inflorescências estão em cachos subsésseis ou com pedúnculo de até 1 cm, ovóide a cilíndrico, 5–9.5 cm (2.0–3.7 in), enquanto as brácteas atingem 10–20 mm (0.39–0.79 in). As pétalas são amarelas e glabras. Esta planta floresce de junho a agosto.

## Distribuição
Astragalus alopecurus tem uma ampla distribuição nativa, desde a Europa ( Bulgária, Itália, França, leste europeu, Rússia ) até a Ásia temperada ( Cáucaso, Irã, Cazaquistão, Sibéria, Turquia, Turcomenistão e Xinjiang na China).

## Habitat
Pode ser encontrado em regiões montanhosas a uma altitude 1 400–2 000 metros (4 600–6 600 pé) acima do nível do mar.

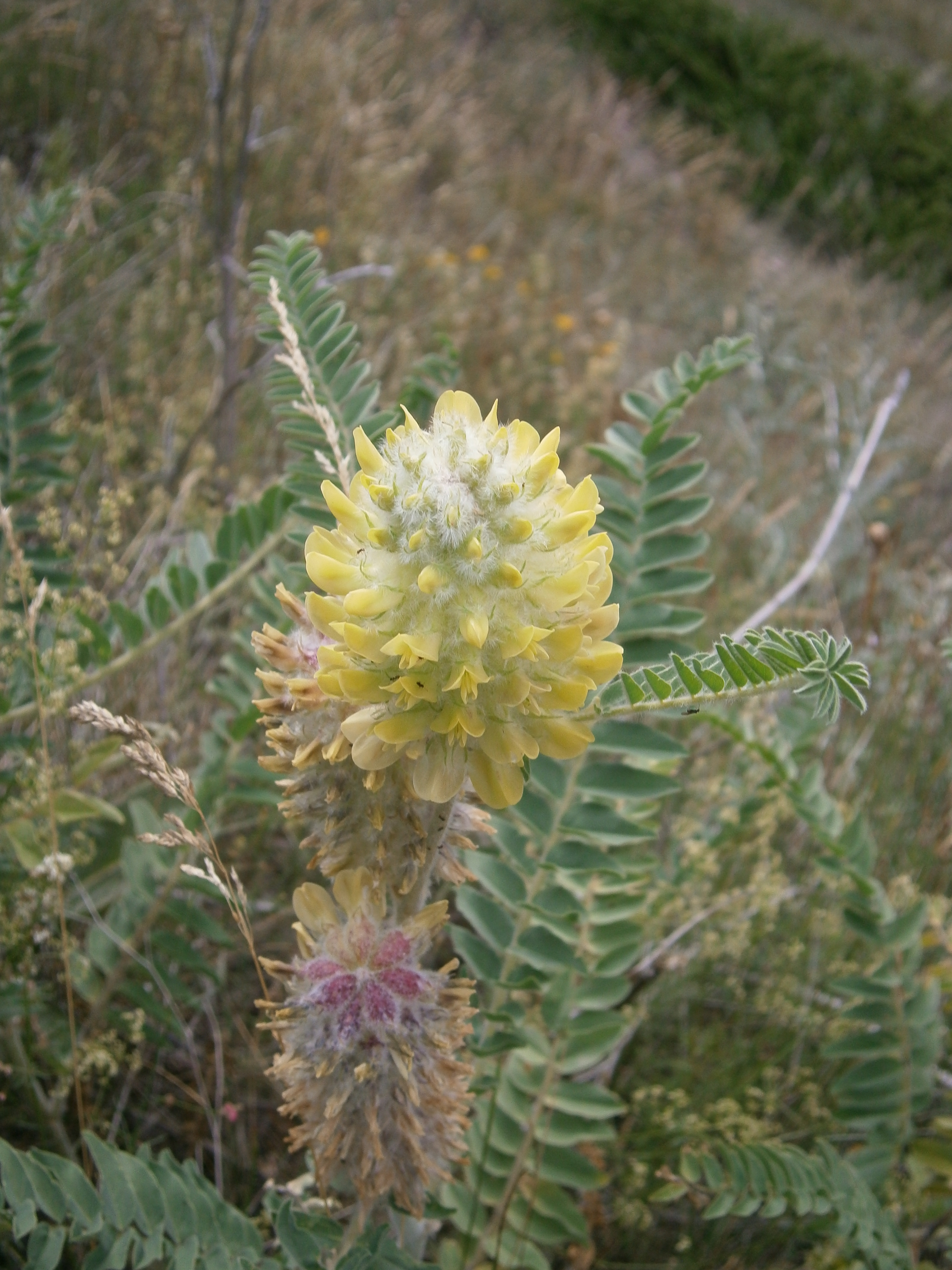
Flores nas Queyras